# Tomasz Kreczmar
Tomasz Kreczmar, publikujący jako Tomek Kreczmar (ur. 1973) – polski dziennikarz, publicysta i tłumacz zajmujący się grami komputerowymi, wideo i fabularnymi. Były szef pasma programowego Hyper+, redaktor naczelny magazynu Magia i Miecz, felietonista miesięcznika Neo Plus. Autor gier fabularnych.
W maju 2023 roku ukazała się książka Kreczmara "Byłem geekiem w PRL-u: Opowieść o intelektualnej pożywce nerdów tamtych lat", będąca uzupełnionym zbiorem artykułów z czasopisma Pixel: "Pejzaż książek, komiksów, słuchowisk, seriali, filmów, gadżetów, zabawek czy gier, dostęp do których wymagał szczęścia, samozaparcia, czasu, kasy oraz wysiłku, a najczęściej był po prostu nierealny".
Pracował jako redaktor poświęconego grom fabularnym magazynu Magia i Miecz, sam również przetłumaczył liczne gry fabularne i komputerowe (m.in. Wrota Baldura), a w tworzeniu niektórych brał czynny udział (m.in. Wiedźmin: Gra Wyobraźni). Część materiałów związanych z RPG tworzył wspólnie z Andrzejem Miszkurką. 
Przetłumaczył na język polski komiksy z serii Sin City, a także liczne podręczniki do narracyjnych gier fabularnych, między innymi Dungeons & Dragons 3.5 czy Earthdawn. Pracując w wydawnictwie MAG wprowadził na polski rynek m.in. Zew Cthulhu, Wilkołaka: Apokalipsę, Gasnące Słońca czy Deadlands.
Początkowo był współpracownikiem, a od 2003 do 2013 roku szefem poświęconego grom komputerowym pasma telewizyjnego Hyper+. Prowadził w nim również program Talking Heads, w którym wraz z zaproszonymi gośćmi dyskutował o różnych zagadnieniach związanych z rynkiem gier. 
Uczestniczył w potępiającej piractwo akcji Nie przerabiam - nie kradnę zorganizowanej przez firmę Microsoft.